# 本角寅造
本角 寅造（もとずみ とらぞう、嘉永6年12月12日（1854年1月10日） - 大正2年（1913年）6月6日）は、日本の政治家。中浜村長（初代）、県会議員。

## 経歴
小篠津村（のち鳥取県境港市小篠津町）の本角家は代々"与平"、"所十郎"を襲名する豪農で、大庄屋をつとめた由緒ある家柄だった。
寅造は、先代所十郎の長男文蔵が幼少のため財ノ木の角家より入り、同家の家督を継いで明治18年（1885年）県会議員、続いて第7連合戸長を務めた。

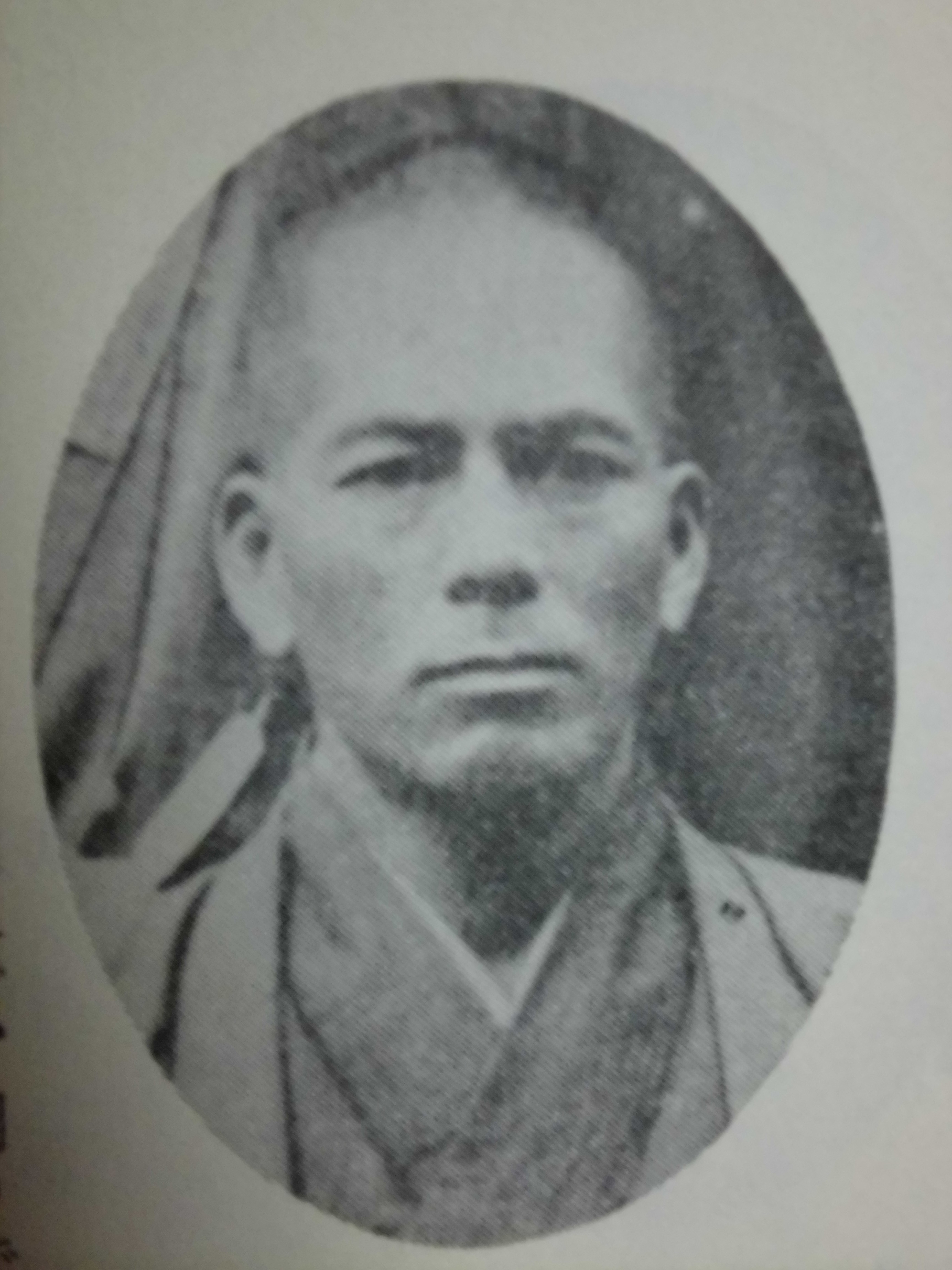
義弟本角文蔵

明治22年（1889年）11月中浜村長に就任し、小篠津尋常小学校を中浜尋常小学校と改めて新しい村づくりの中核とし、校地も拡張した。